# Coscinida japonica
Coscinida japonica är en spindelart som beskrevs av Yoshida 1994. Coscinida japonica ingår i släktet Coscinida och familjen klotspindlar. Inga underarter finns listade i Catalogue of Life.